# Мухамад XII (Гранада)
Мухамад XII Абу Абдала (на арабски: أبو عبد الله محمد الثاني عشر‎‎) е последният емир на Гранада между 1482 и 1483 г., както и между 1485 и 1492 г. Наричан е от християнските му съвременници Боабдил.

## Биография
Мухамад XII успява да се възкачи на трона през 1482 г., когато с помощта на Абенсаригите (мавърски благороднически род) узурпира властта от баща си Абу И-Хасан Али, известен също като Мулеи Хасен (1464 – 1482).
През 1483 г. Мухамад XII попада в испански плен при Лусена. Докато е в плен, властта е отново в ръцете на баща му (до смъртта му през 1485 г.) и чичо му Мухамад XIII (Ал-Загал).
Освободен след смъртта на баща му, той се установява в Гуадис, което води до разделянето на емирството Гранада. Междувременно 2 владетели (баща му и неговият брат) не успяват да консолидират властта и допринасят за повторното възкачване на Мухамад XII през 1485 (1487) г. Въпреки че обединените испански войски завземат една след друга крепостите на Насридите, братоубийствената война между Мухамад XII и неговият чичо Мухамад XIII, подкрепен от Абенсаригите, не спира.
Ето защо Мухамад XII не успява да организира защитата на своето емирство. През 1487 г., когато Малага е превзета от испанците, Мухамад XII вика османците на помощ. С помощта на пирати от северното крайбрежие на Африка османците успяват да опустошат испанското крайбрежие, но не и да помогнат съществено на Мухамад XII.
През 1489 г. испанците превземат Алмерия, а 2 години по-късно пристъпват към обсаждането на Гранада. На 2 януари 1492 г. Мухамад XII капитулира и предава на католическите крале Исабела Кастилска и Фердинанд II Арагонски ключовете на Гранада. С превземането на Гранада след почти 700-годишното господство на маврите и последната част от Иберийския полуостров пада в ръцете на християните.
След падането на Емирството под испанска власт Мухамад XII остава до 1494 г. в областта Алпухарас, преди да се премести под протекцията на мароканския султан Абу И-Аббас Ахмад в африканския Фес (днес в Мароко), с което изчезват и последните източници за него от негови съвременници.
Арабският хронист Ал-Маггари пише, че през 1628 г., когото се срещнал с потомците на Мухамад XII, те живеели в мизерия. Съобщили му, че последният емир на Гранада бил починал през 1518 или 1533 г. Испанският хронист Луис дел Марол Карвахал пише в своята Descripción general de Africa (1573), че Мухамад XII участва в походите на мароканския султан и пада убит през 1536 г. в битката при Абу Акба.